# بژوزووو-سولنگکی
بژوزووو-سولنگکی (به لهستانی:  Brzozowo-Solniki) یک روستا در لهستان است که در گمینا پوشوینتنه (استان پودلاسکی) واقع شده‌است. بژوزووو-سولنگکی ۸۰ نفر جمعیت دارد.